# Le Rêve le plus long de l'histoire
 (juin 2024).
Si vous disposez d'ouvrages ou d'articles de référence ou si vous connaissez des sites web de qualité traitant du thème abordé ici, merci de compléter l'article en donnant les références utiles à sa vérifiabilité et en les liant à la section « Notes et références ».
Le Rêve le plus long de l’histoire est le titre donné par l'écrivain et historien Jacques Benoist-Méchin à une série de sept biographies de personnalités historiques, écrites entre 1961 et 1980. Ces personnalités sont réunies par le rêve de la fusion, rêve jamais devenu réalité, entre l'Orient et l'Occident. On remarquera que l'auteur part de la biographie de personnages majeurs mais toujours occidentaux « rêvant » à un Orient qui n'existe en grande part que dans leur imagination. Sur l'ensemble de la série, un seul des « héros » a vraiment tenté, et très brièvement, la mort l'ayant soustrait à l'œuvre envisagé, cette « fusion », le roi de Macédoine conquérant de l'empire perse, Alexandre le Grand. 
Dans la série, on trouve au moins un chef-d'œuvre, selon André Zylsberg : l'ouvrage consacré Frédéric de Hohenstaufen, dans lequel Zylsberg voit une « biographie magistrale »,. 
Appartiennent à cette série (par date de parution) :
- Lawrence d'Arabie. Le rêve fracassé (1961)
- Cléopâtre. Le rêve évanoui (1964)
- Bonaparte en Égypte. Le rêve inassouvi (1966)
- Lyautey l'Africain, ou Le rêve immolé (1966)
- L'empereur Julien. Le rêve calciné (1969)
- Alexandre le Grand. Le rêve dépassé (1976)
- Frédéric de Hohenstaufen. Le rêve excommunié (1980)

Édition à la Librairie académique Perrin :
- I. - Alexandre le Grand ou le rêve dépassé, 1976, 352 p.
- II. - Cléopâtre ou le rêve évanoui, 1977, 430 p.
- III. - L'empereur Julien ou le rêve calciné, 1977, 478 p.
- IV. - Frédéric de Hohenstaufen ou le rêve excommunié, 1980, 720 p.
- V. - Bonaparte en Égypte ou le rêve inassouvi, 1978, 424 p.
- VI. - Lyautey l'Africain ou le rêve immolé, 1978, 486 p.
- VII. - Lawrence d'Arabie ou le rêve fracassé, 1979, 414 p.